# Erebia letincia
Erebia letincia är en fjärilsart som beskrevs av Hans Fruhstorfer 1910. Erebia letincia ingår i släktet Erebia och familjen praktfjärilar. Inga underarter finns listade i Catalogue of Life.